# Notarctia mexicana
Notarctia mexicana är en fjärilsart som beskrevs av Augustus Radcliffe Grote och Robinson 1867. Notarctia mexicana ingår i släktet Notarctia och familjen björnspinnare. Inga underarter finns listade i Catalogue of Life.